# WWE Experience
WWE Experience fue un programa de televisión perteneciente a la promoción de lucha libre profesional World Wrestling Entertainment con estilo de Syndicated, el cual consistía en recapitular los eventos del programa de la misma promoción, los capítulos de Raw, SmackDown y Main Event. El programa se genera desde mayo de 2004 hasta septiembre de 2005 en los Estados Unidos, transmitido en 64 episodios hasta su cancelación. sigue al aire en el mercado internacional para cumplir con los compromisos de programación, como en Canadá y México, así como en Asia y en algunos países del África.

## Anfitriones
| Año(s)  | Animadores                 |
| ------- | -------------------------- |
| 2004-05 | Ivory y Todd Grisham       |
| 2005-06 | Todd Grisham               |
| 2006-09 | Josh Mathews               |
| 2009-11 | Jack Korpela               |
| 2011-12 | Matt Striker               |
| 2012-13 | Matt Striker y Renee Young |
| 2013–   | Renee Young                |

### Relleno para los Invitados Especiales
| Año(s) | Animador       |
| ------ | -------------- |
| 2011   | Scott Stanford |
| 2011   | Matt Striker   |

## Emisiones
| País                 | Canal                                          | Horario |
| -------------------- | ---------------------------------------------- | --- |
| Argelia              | Nessma TV                                      | domingos, 18:00 h. |
| Australia            | One                                            | dejó de ser transmitido desde el 25 de enero.                                                                                |
| Baréin               | Bahrain TV                                     | lunes, 21:00 h. |
| Bangladés            | TEN Sports                                     | domingos, 17:30 h., 21:00 h. lunes, 08:00 h.                                                                                 |
| Canadá               | Sportsnet 360                                  | domingos y lunes, 19:00 h.                                                                                                   |
| Chad                 | KSA                                            | miércoles, 21:00 h. |
| Colombia             | Canal 1                                        | domingos 13:00 h. |
| Costa Rica           | Repretel                                       | domingos 19:00 h. miércoles, 18:00 h.                                                                                        |
| República Dominicana | Antena Latina                                  | sábados, 21:00 h. |
| India                | TEN Sports                                     | domingos, 17:00 h. 22:30 h. lunes, 07:30 h.                                                                                  |
| Irlanda              | Sky 1 Sky Sports HD3                           | domingos, 11:00 h. |
| Italia               | Sky                                            | martes, 20:00 h. miércoles, 12:45 h.                                                                                         |
| Kuwait               | Kuwait TV                                      | viernes, 22:00 h. |
| México               | 52 MX                                          | sábados, 22:00 h. |
| Omán                 | Oman 2                                         | domingos, 18:00 h. |
| Pakistán             | TEN Sports                                     | lunes, 21:00 h. |
| Filipinas            | Solar Sports (2005–12), Fox Philippines (2012- | domingos, 18:00 h. |
| Puerto Rico          | WAPA-TV                                        | domingos, 13:00 h. |
| Portugal             | SIC Radical                                    | domingos, 12:30 h. |
| Singapur             | MediaCorp Channel 5                            | viernes, 23:00 h. miércoles, 01:00 h.                                                                                        |
| Tailandia            | True Sport 2                                   | lunes, 20:00 h. |
| Reino Unido          | Sky 1                                          | domingos, 11:00 h. (transmitido desde 2005 hasta 2014. Se reemplaza por 60 minutos de recapitulación de Raw al mismo tiempo. |